# Regresa a mí (canción de Il Divo)
«Regresa a mí» es una balada interpretada por el grupo internacional de crossover clásico Il Divo, compuesto por cuatro cantantes masculinos: Urs Bühler, Carlos Marín, David Miller y Sébastien Izambard. Originalmente, escrita por la compositora y letrista Diane Warren y producida por David Foster para la cantante Toni Braxton, incluida en el álbum Secrets en 1996, titulada «Un-Break My Heart».
Il Divo compró los derechos de la canción a Diane Warren, su escritora, y la interpretó en su versión al español (misma que Braxton también grabó en su momento) titulada «Regresa a Mí». El tema fue el primer sencillo de su primer álbum Il Divo publicado en 2004, haciéndose la canción, emblema del cuarteto.
Su grabación se realizó a principios de 2004 en los Estudios Rokstone, en Londres; bajo la producción del productor británico Steve Mac.
Il Divo en Reino Unido alcanzó un hecho histórico, ya que «Regresa a mí» ha sido la primera canción cantada en español que alcanzó el n.º 1 en el país británico.

## Video musical
En el videoclip de Il Divo, producido por Simon Cowell, escenifica la vida de los cuatro cantantes, que abandonan sus orígenes para triunfar en el mundo de la música, haciendo un paralelismo a la propia vida real de los cuatro cantantes.
Fue filmado en Eslovenia en el 2004, bajo la dirección Sharon Maguire, para el álbum autosubtitulado Il Divo. 

## Reconocimientos
La canción Regresa A Mí apareció como una de las canciones oficiales de la FIFA World Cup 2006 de Alemania en el álbum Voices from the FIFA World Cup interpretada por Il Divo. 
La primera aparición pública de Il Divo, fue con el tema el tema Regresa A Mí, el 5 de abril de 2005, en el programa estadounidense de televisión The Oprah Winfrey Show, recibiendo la aprobación de mano de la propia Oprah Winfrey.
Con este, su primer sencillo, Regresa a mi, de entre otros, destronaron al cantante Robbie Williams del n.º 1 de las listas de éxito británicas, a lo que el propio Robbie durante un encuentro casual en un aeropuerto con Il Divo, les digo «¡Cabrones, que me habéis quitado el número uno! Sois muy buenos» y recibiendo excelentes críticas.

## Listas de popularidad
| País           | Lista              | Posición |
| Estados Unidos | Adult Contemporary | 33       |
| Francia        | SNEP Singles Chart | 88       |